# An Even Break (film 1912)
An Even Break è un cortometraggio muto del 1912. Il nome del regista non viene riportato nei titoli del film che fu interpretato da Violet Mersereau nel ruolo di Elvira.

## Trama
Giocatore di professione, il messicano don Carlos si lascia irretire dal fascino di Maria, trascurando la sua ragazza, Elvira. Lei, con il cuore spezzato, cerca un rifugio per rimpiangere il suo amore perduto. Incontra Jack, il giovane caposquadra di un ranch, con cui simpatizza. Ma i due sono visti insieme e la cosa arriva alle orecchie di don Carlos che, ubriaco e furibondo, aggredisce Elvira la quale cade incidentalmente da una scarpata. Temendo di essere accusato di omicidio, Carlos fugge. Il corpo di Elvira viene trovato da uno dei cowboy di Jack che avvisa il suo capo. Il giovane si inoltra da solo nella prateria per cercare l'assassino, ma ben presto si trova in difficoltà. Carlos, che lo vede incosciente, è combattuto ma, alla fine, soccorre il suo inseguitore portandolo in salvo. Dopo averlo dissetato, scopre che Jack è il suo rivale: tra i due uomini si ingaggia una lotta nella quale Jack ha la peggio. Il giovane caposquadra verrà però salvato dai suoi uomini che stavano cercandolo nella prateria.

## Produzione
Il film fu prodotto dall'Universal Film Manufacturing Company e dalla Bison Motion Pictures.

## Distribuzione
Distribuito dall'Universal Film Manufacturing Company, il film - un cortometraggio in una bobina - uscì nelle sale cinematografiche USA il 30 luglio 1912.